# 南澎列岛之战
南澎列岛之战是中华人民共和国與中華民國之间為爭奪广东省沿海的南澎列岛而引發的一場戰役，最終中華人民共和國獲勝。
南澎列岛是汕头南澳县沿海的一个小岛链，該列島得名於其中最大的岛屿南澎岛，该岛拥有一个超过400人的社区，這些人以捕鱼為生。在之前的第二次國共內戰中，中華民國政府並沒有重視南澎列島，因此在该岛上沒有部署任何部队，而当广东战役后，广东全省落入中國共产党之手时，该列岛也隨之被中共佔領。此后，中国人民解放军同樣没有向該列島部署任何部队，只是定期派遣2至3人的小型巡逻队前往岛屿巡查。

## 第一阶段
1950年代初期，蔣介石打算反攻大陸时，中華民國的战略家们认为，南澎列島的地理位置有利於反攻大陸，并建議占领该列岛。1952年9月20日，超过150名中華民國國軍乘坐四艘大型快艇对南澎岛发动了突袭。當時在岛上巡逻的只有三名中國人民解放軍士兵。在稍作抵抗之后，三人全部被中華民國國軍擊斃。

## 第二阶段
中華人民共和國不会让中華民國台灣在大陸上建立反攻大陸的前哨基地，很快中華人民共和國謀劃进行反击。負責奪回南澎列島的任務交給了中国人民解放军41军。但是由於41軍並不熟悉两栖登陆作戰，因此41軍必須進行20天以上的訓練才能投入戰鬥。

## 第三阶段
完成训练后，41軍乘著戎克船，于1952年10月19日下午5:00出发。晚上10:00时，41軍成功登陆南澎岛，经过两个小时的激烈战斗，中華民國國軍被擊敗，幸存的中華民國國軍试图躲藏。第二天凌晨4:00，在其他岛屿上進行的扫荡行动和小冲突完全停止，南澎列島回到了中國共产党的手中。包括少将闽南反共救国军司令黄颂声以及副司令陈志山在內的79名中華民國國軍在南澎岛上陣亡，另外有37名中華民國國軍被俘虜，而級別最高的战俘是少校金门政治部主任高学谦。在其他島上，有27名中華民國國軍陣亡，12人被俘虜。中国人民解放军陣亡86人，300多人受傷。

## 結論
中華民國的失败证明，在中國大陸建立的基地如果距離中華民國實際控制領土過遠，很快就會被對方奪回，因为在衝突中中華民國无法及时增援远處的基地。另一方面，中華人民共和國为重新夺回南澎列島付出了沉重的代价，因为雖然中國人民解放軍在数量上具有优势，但是仅靠使用步枪、轻机枪和手榴弹的步兵去消灭数量较低但武器裝備較好的中華民國國軍並非易事。

## 另見
- 南澳岛之战